# Arcane: League of Legends
Arcane: League of Legends (Soundtrack from the Animated Series) é a trilha sonora da primeira temporada da série animada de televisão Arcane de 2021, ambientada no universo fictício de League of Legends da Riot Games. A trilha sonora conta com 11 músicas lançadas em 21 de novembro de 2021, pela divisão musical da Riot Games. É precedido pela canção "Enemy" de Imagine Dragons e JID, lançada como o primeiro single do álbum em 28 de outubro, e acompanhada de um videoclipe. A canção, que também serviu como tema musical da série, foi parar nas paradas de sucesso de vários países.
No Billboard Music Awards de 2022, o álbum recebeu uma indicação para Melhor Trilha Sonora, que perdeu para Encanto.

## Trilha sonora original

### Lista de faixas
| Arcane: League of Legends, Original Soundtrack |                              |                                  |         |  |
| N.º                                            | Título                       | Artist(s)                        | Duração |  |
| 1.                                             | "Playground"                 | Bea Miller                       | 3:50    |  |
| 2.                                             | "Our Love"                   | Curtis Harding, Jazmine Sullivan | 3:38    |  |
| 3.                                             | "Goodbye"                    | Ramsey                           | 3:51    |  |
| 4.                                             | "Dirty Little Animals"       | BONES UK                         | 3:25    |  |
| 5.                                             | "Enemy"                      | Imagine Dragons & JID            | 2:53    |  |
| 6.                                             | "Guns for Hire"              | Woodkid                          | 3:46    |  |
| 7.                                             | "Misfit Toys"                | Pusha T & Mako                   | 3:09    |  |
| 8.                                             | "Dynasties and Dystopia"     | Denzel Curry, Gizzle, Bren Joy   | 2:58    |  |
| 9.                                             | "Snakes"                     | Pvris, Miyavi                    | 2:41    |  |
| 10.                                            | "When Everything Went Wrong" | Fantastic Negrito                | 3:13    |  |
| 11.                                            | "What Could Have Been"       | Sting, Ray Chen                  | 3:33    |  |
| Duração total:                                 | Duração total:               | Duração total:                   | 36:57   |  |

### Recepção
Escrevendo para o banco de dados musical AllMusic, Neil Z. Yeung resumiu: "A trilha sonora de Arcane: League of Legends é uma audição bastante envolvente, notável por seu escopo, inclusão e ouvido atento para escolhas artísticas interessantes."

## Desempenho comercial
| Chart (2021-2024)                        | Melhor posição |
| ---------------------------------------- | -------------- |
| Belgian Albums (Ultratop Wallonia)       | 165            |
| Finnish Albums (Suomen virallinen lista) | 7              |
| New Zealand Albums (RMNZ)                | 37             |
| Norwegian Albums (VG-lista)              | 9              |
| UK Album Downloads (OCC)                 | 37             |
| UK Soundtrack Albums (OCC)               | 1              |
| US Billboard 200                         | 94             |
| US Soundtrack Albums (Billboard)         | 3              |

| Chart (2022)                     | Melhor posição |
| -------------------------------- | -------------- |
| US Soundtrack Albums (Billboard) | 5              |

## Trilha sonora original
A trilha sonora original da primeira temporada foi lançada em três atos, abrangendo três episódios, e estreou um dia após sua estreia. O Ato 1 foi lançado em 7 de novembro de 2021, seguido pelo Ato 2 e 3 em 14 e 21 de novembro, respectivamente.
| Arcane: League of Legends (Act 2) |                               |         |  |
| N.º                               | Título                        | Duração |  |
| 1.                                | "A Bicentennial"              | 2:35    |  |
| 2.                                | "The Firelights"              | 1:37    |  |
| 3.                                | "She's Here"                  | 2:10    |  |
| 4.                                | "The Next Chapter of Hextech" | 1:44    |  |
| 5.                                | "Our Future Is Bright"        | 0:51    |  |
| 6.                                | "Fire"                        | 0:55    |  |
| 7.                                | "Stillwater Prison"           | 0:36    |  |
| 8.                                | "The Assailant"               | 0:56    |  |
| 9.                                | "Field Shooting"              | 0:55    |  |
| 10.                               | "Order for Release"           | 2:40    |  |
| 11.                               | "Headache"                    | 0:40    |  |
| 12.                               | "Too Risky"                   | 1:04    |  |
| 13.                               | "Welcome to the Lanes"        | 0:56    |  |
| 14.                               | "They Think, They Adapt"      | 0:51    |  |
| 15.                               | "Rematch"                     | 0:36    |  |
| 16.                               | "The Concerto"                | 2:25    |  |
| 17.                               | "Romance"                     | 2:51    |  |
| 18.                               | "Traitor"                     | 3:51    |  |
| 19.                               | "She's Back"                  | 1:10    |  |
| 20.                               | "The Toy Boat"                | 1:23    |  |
| 21.                               | "You've Got a Good Heart"     | 2:08    |  |
| 22.                               | "I'm Calling It the Hexcore"  | 1:39    |  |
| 23.                               | "The Apothecary"              | 1:51    |  |
| 24.                               | "A Well-Deserved Retirement"  | 2:27    |  |
| 25.                               | "How Could I Forget?"         | 1:37    |  |
| 26.                               | "I Understand Now"            | 1:02    |  |
| 27.                               | "I'm Right Here"              | 1:18    |  |
| 28.                               | "Showdown"                    | 3:44    |  |
| Duração total:                    | Duração total:                | 46:32   |  |

| Arcane: League of Legends (Act 3) |                                                 |         |  |
| N.º                               | Título                                          | Duração |  |
| 1.                                | "I Missed You"                                  | 1:34    |  |
| 2.                                | "A Delicate Art"                                | 0:44    |  |
| 3.                                | "We'll Get Through This"                        | 0:48    |  |
| 4.                                | "The Price of Our Freedom"                      | 2:13    |  |
| 5.                                | "Don't Forget Again"                            | 1:57    |  |
| 6.                                | "Everyone Else Betrays Us"                      | 1:32    |  |
| 7.                                | "This City Needs Healing"                       | 2:01    |  |
| 8.                                | "We Call Them Firelights"                       | 1:25    |  |
| 9.                                | "Viktor and the Hexcore"                        | 1:14    |  |
| 10.                               | "Ambush"                                        | 3:23    |  |
| 11.                               | "Boy Savior"                                    | 2:07    |  |
| 12.                               | "Old Friend"                                    | 1:02    |  |
| 13.                               | "A Wolf Has No Mercy"                           | 2:44    |  |
| 14.                               | "All For Nothing"                               | 1:28    |  |
| 15.                               | "Mother and Daughter"                           | 1:11    |  |
| 16.                               | "It's Just Heimerdinger Now"                    | 2:34    |  |
| 17.                               | "A Diplomatic Solution"                         | 2:22    |  |
| 18.                               | "Oil and Water"                                 | 1:07    |  |
| 19.                               | "First Steps"                                   | 0:50    |  |
| 20.                               | "Something I've Been Working On"                | 1:57    |  |
| 21.                               | "We Got a Deal, Pretty Boy?"                    | 1:59    |  |
| 22.                               | "The Raid"                                      | 1:17    |  |
| 23.                               | "Fallout"                                       | 2:21    |  |
| 24.                               | "You Won't Make It Alone"                       | 2:15    |  |
| 25.                               | "Everyone's Gotta Do Their Part"                | 1:33    |  |
| 26.                               | "Promise Me"                                    | 1:46    |  |
| 27.                               | "Oasis"                                         | 0:58    |  |
| 28.                               | "Is There Anything So Endearing as a Daughter?" | 0:58    |  |
| 29.                               | "She Still Needs You"                           | 2:11    |  |
| 30.                               | "One Final Proposal"                            | 1:27    |  |
| 31.                               | "Where Should I Sit?"                           | 3:51    |  |
| 32.                               | "Remember Who You Are"                          | 1:54    |  |
| 33.                               | "You're Perfect"                                | 1:18    |  |
| Duração total:                    | Duração total:                                  | 58:01   |  |